# Los Angeles (Meteorit)

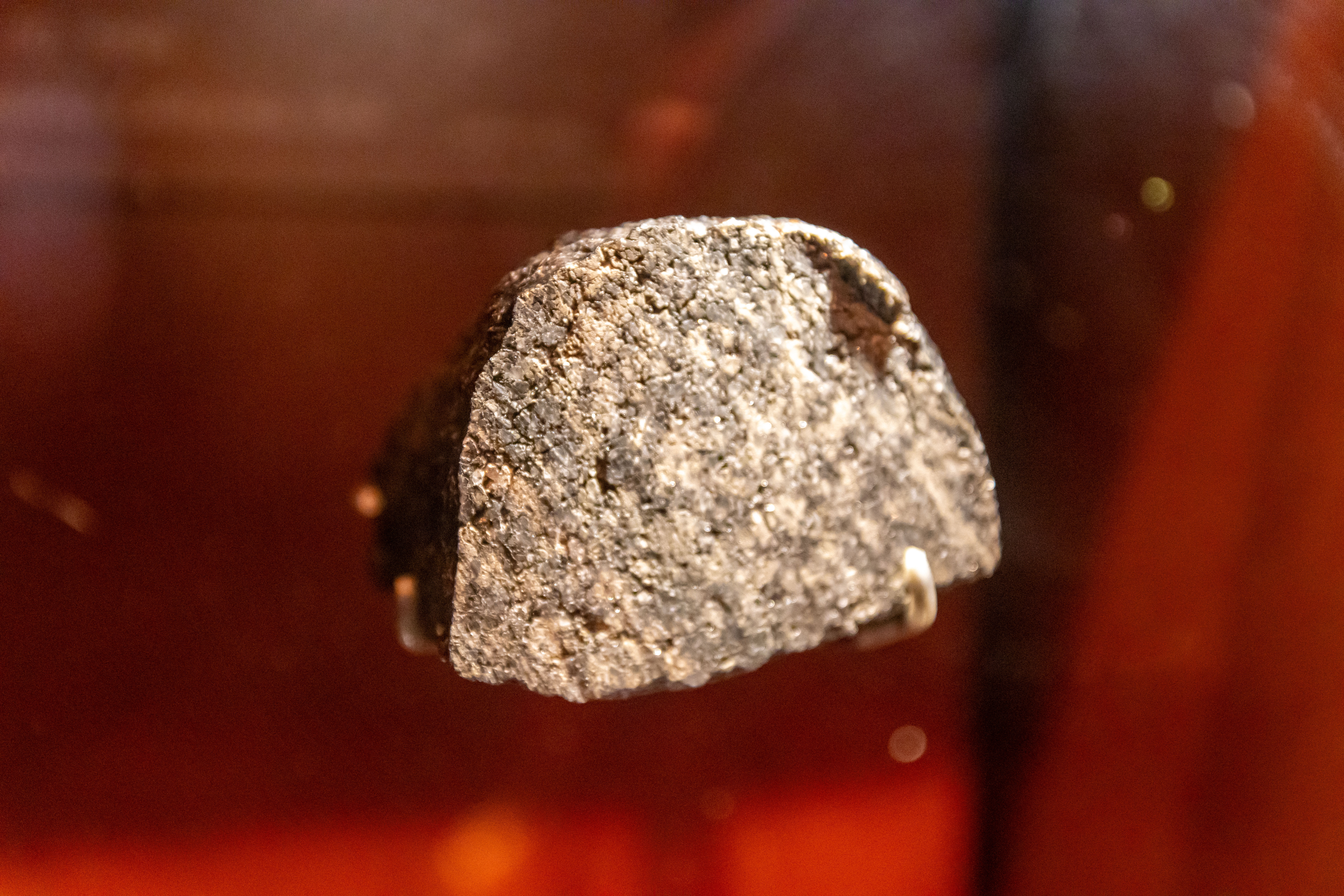
Los Angeles 002 (245,4 g, 1 cm)

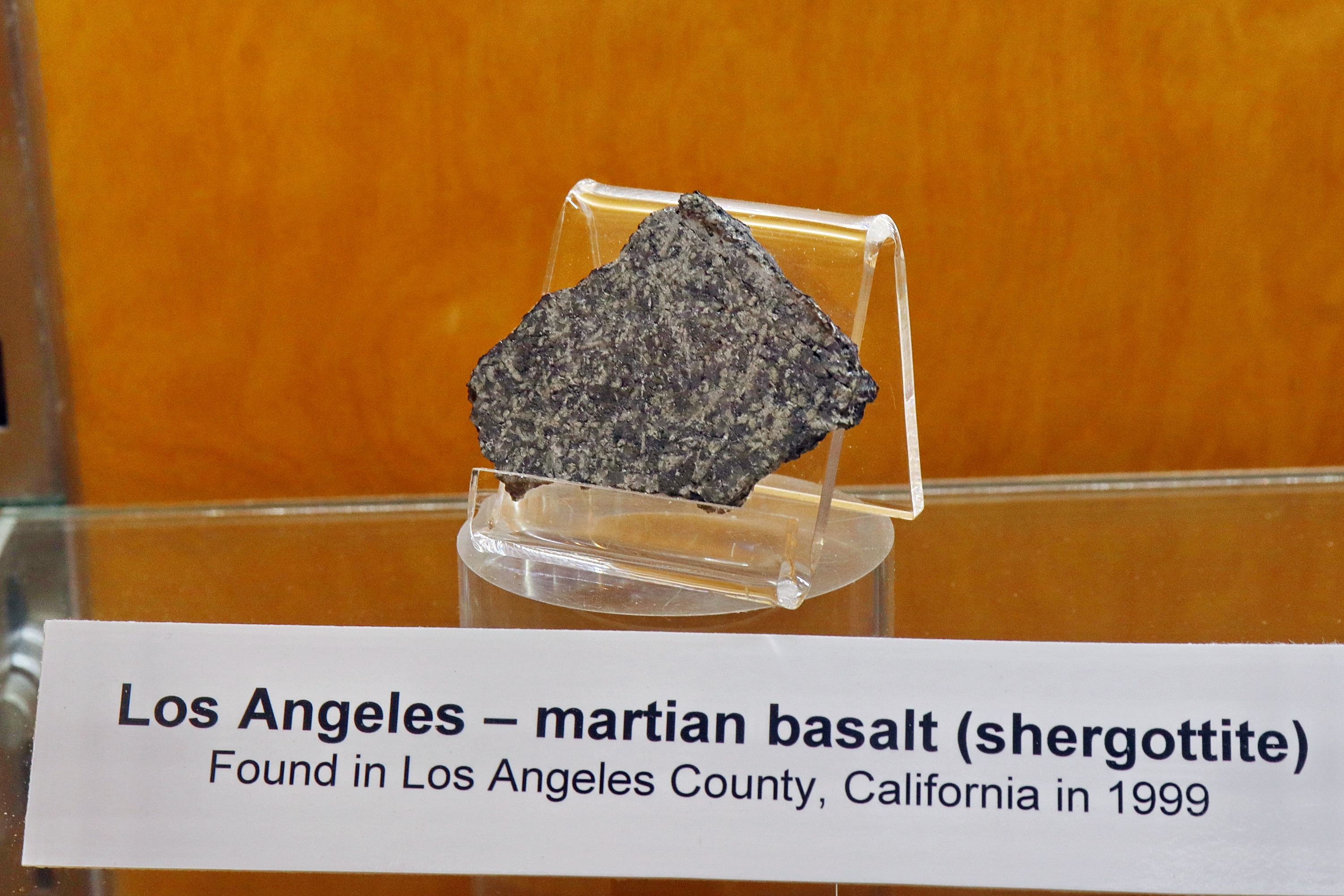
Fragment des Los-Angeles-Meteoriten in der UCLA Meteoriten-Galerie

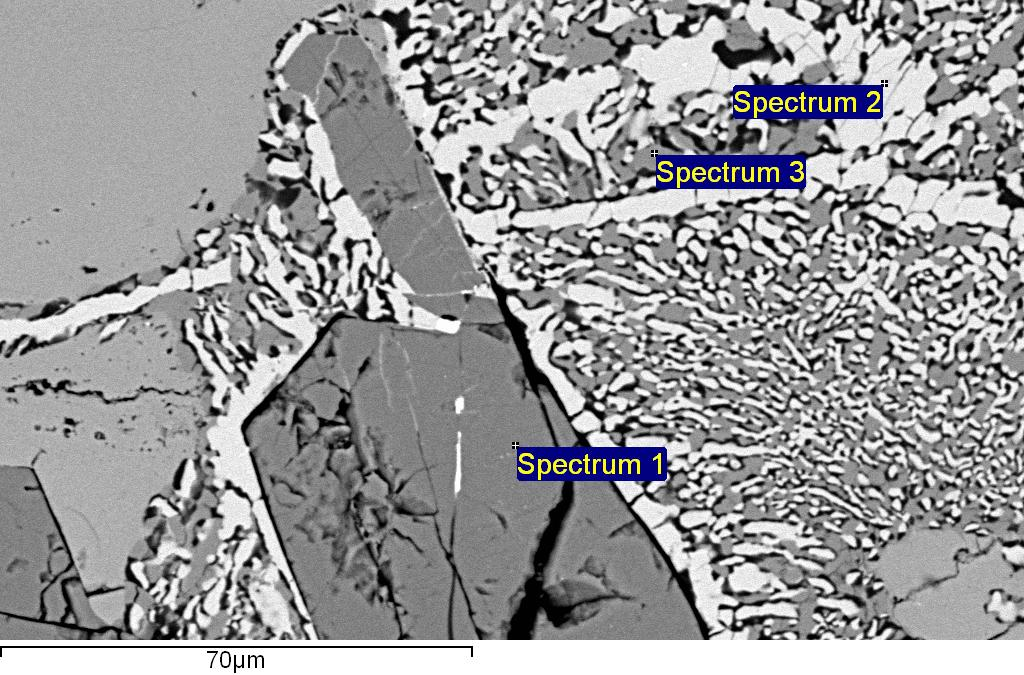
REM-Rückstreuelektronenbild eines Fayalit-Pyroxen-Symplektits gegen einen Apatitkristall, aus dem Los Angeles Mars-Shergottit-Meteoriten

Der Meteorit Los Angeles ist ein Marsmeteorit, der in der kalifornischen Mojave-Wüste im County Los Angeles gefallen ist.
Er wurde um 1980 von Bob Verish dort gefunden und besteht aus zwei Steinen mit einem Gewicht von 452,6 g (Los Angeles 001) und 245,4 g.
Die beiden Massen werden gelegentlich (inoffiziell) als Los Angeles 001 und 002 oder als Stein Nr. 1 bzw. Nr. 2 bezeichnet.

## Fund
Bob Verish hatte die beiden Steine des Meteoriten in seiner Gesteinssammlung aufbewahrt, als er seine Kiste mit den Steinen („Hinterhof-Steinkasten“, backyard rock box) am 30. Oktober 1999 in seinem Garten erneut untersuchte und sie aufgrund der anhaftenden Schmelzkrusten als mutmaßliche Meteoriten identifizierte.
Die Exemplare hatte er vermutlich etwa 20 Jahre (möglicherweise bereits 30 Jahre) zuvor in der Mojave-Wüste aufgelesen.
Er entnahm kleine Proben und gab sie zur Analyse an Alan Rubin von der UCLA.
Am 12. Januar 2000 bestätigte die dortige Untersuchung nicht nur seine Vermutung, sondern ergab auch, dass der Meteorit marsianischen Ursprungs war, ähnlich wie der 1994 in der Antarktis gefundene QUE 94201 (Queen Alexandra Range 94201, Masse 12 g).

## Mineralogie, Klassifizierung, Herkunft
Die Zusammensetzung des Meteoriten wird von mit ca. 2 mm relativ großen Pyroxenkörnern dominiert (~80 vol%).
Nach der Analyse durch Alan Rubin, P. Warren und J. Greenwood von der UCLA bestehen die Steine aus einem Basalt mit einer Textur, die der des 1994 gefundenen Meteoriten QUE 94201 sehr ähnlich ist: Plagioklaslatten machen mit 43,6 vol% den größten Anteil aus und sind zu Maskelynit geschockt; es folgt Ca-Pyroxen mit 37,7 vol%; außerdem kommen vor:
```
Mineralarten               vol%

Siliziumdioxid
 (Silica)    4,9,

Fayalit
                    4,2,

K
-reiches 
felsisches Glas
  2,4 (siehe auch 
Felsische Minerale
)

Titanomagnetit
             3,5,

Calciumphosphat
            2,7 (inkl. 
Whitlockit
 & 
Chlorapatit
),

Pyrrhotit
                  0,7

Ilmenit
                    0,2
```

In dieser Analyse wurde festgestellt, dass der Meteorit „in vielerlei Hinsicht die geochemisch am weitesten entwickelte Probe ist, die bisher vom Mars entdeckt wurde“. In der Veröffentlichung aus dem Jahr 2000 in der Zeitschrift Geology wurde der Meteorit als „differenzierter, mit höheren Konzentrationen inkompatibler Elemente (z. B. La) und einer höheren Anteil an Spätphasen (englisch late-stage phases) wie Phosphaten und Kaliumreichem feldspathaltigem Glas“ (Plagioklas) beschrieben als frühere Marsmeteoriten wie Shergotty oder Zagami.
Das Pyroxen des Meteoriten ist mäßig mehr ferroan (Eisen-II-haltig) als das in QUE 94201.
Außer diesen mit dem euhedralen Maskelynit verbundenen Pyroxenkörnern befinden sich innerhalb des Meteoriten kleinere Symplektit-Flecken, die offenbar entstanden sind durch den Zerfall von metastabilem Pyroxferroit, Fayalit-Hedenbergit-Konglomeraten (englisch intergrowths) und winzigen Oxiden innerhalb eines recht vielfältigen mineralogischen Rahmens befinden sich die Phosphate (insgesamt ~5 vol%). Sie gehören zu den auffälligsten der verschiedenen akzessorischen Phasen.
Während die beiden Steine in den identifizierten mineralogischen Phasen nahezu identisch sind, ist der kleinere Stein reicher an Eisen, Augit und rätselhaften Produkten des Pyroxferroit-Zerfalls.

## Bedeutung, Ausblick
Der Meteorit hat beträchtliches Interesse auf sich gezogen, da er möglicherweise die allerletzten Stadien der Shergottit-produzierenden Schmelzen repräsentiert. Die Entflechtung der Auswirkungen des Auswurfschocks und der schnellen Abkühlung danach stellt dabei offensichtlich die interessanteste Problematik dar.
Das Kristallisationsalter von ca. 170 Millionen Jahren (Ma) und das Alter der kosmischen Strahlenexposition (englisch cosmic ray exposure, CRE) auf dem Weg vom Mars zur Erde von ~3 Ma stimmen in etwa mit denen mehrerer anderer Shergottite überein.
Dies deutet zum einen darauf hin, dass die basaltischen Shergottite in einer einzigen Epoche entstanden sein könnten. Darüber hinaus herrscht die Ansicht vor, dass viele einzelne Marsmeteoriten zu Untergruppen gehören, die jeweils bei einem einzelnen Einschlag (Impakt) ausgeworfen wurden.
So liegen beispielsweise die übereinstimmenden ~3 Ma CRE-Alter für die Marsmeteoriten Shergotty, QUE 94210, Zagami und Los Angeles alle innerhalb des erwarteten Fehlerbereichs. Schließlich deuten die 300.000 Jahre irdisches Expositionsalter (bestimmt anhand der Isotope Be-10 und Ne-21) für Los Angeles darauf hin, dass der Meteorit tatsächlich sehr lange in der sehr trockenen Wüste gelegen haben könnte, bevor er von einem Menschen bemerkt und aufgesammelt wurde.
Mit Stand Mitte 2015 wurden ~80 % der über 150 anerkannten Marsmeteoriten als Shergottite klassifiziert. Etwa fünfzig wurden weiter untergliedert, darunter (Stand Mitte 2015 bis Juli 2022) 10 „basaltische“ alias „diabasische“ Shergottite wie Los Angeles (vgl. Mars Meteorite Compendium).

## Aufbewahrung
Die Hauptmassen der beiden Steine sind im Besitz des Finders; 30 g beim Institute of Geophysics and Planetary Physics der UCLA (University of California, Los Angeles), und 20 g beim Department of Mineral Sciences des National Museum of Natural History (NMNH) der Smithsonian Institution (SI) in Washington, DC.